# Коджоян, Акоп Карапетович

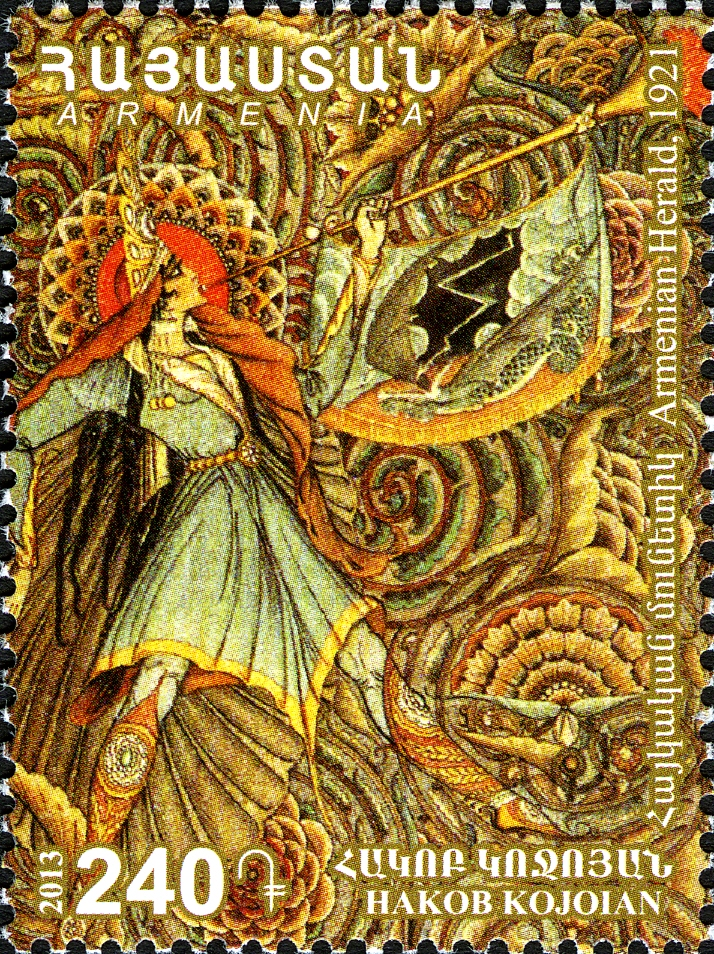

Акоп Карапетович (Яков Карпович) Коджоян (арм. Հակոբ Կարապետի Կոջոյան; 13 декабря 1883, Ахалцихе — 24 апреля 1959, Ереван) — армянский живописец и график, Народный художник Армянской ССР (1935). Один из родоначальников армянского советского изобразительного искусства.

## Биография
Родился 13 декабря 1883 года в городе Ахалцихе в семье ювелира. Детство провёл во Владикавказе. В 15-летнем возрасте выполнил живописный этюд «Мастера-ювелиры», ставший началом его творческого пути. Через год он поступил в ученики к гравёру Прусову в Москве, затем учился в Мюнхене в студии Антона Ажбе (1903—1905), а после его смерти в Мюнхенской академии художеств (1905—1907). В 1909 году возвратился во Владикавказ. В 1914—1918 находился на военной службе. С 1918 жил и работал в Ереване. В 1924—1937 годах преподавал в Ереванском художественно-промышленном техникуме, в 1945—1955 — в Ереванском художественно-театральном институте, с 1947 профессор.
Творчество Коджояна имело широкий масштаб: живопись, графика, прикладное искусство, театральные костюмы и декорации, педагогика. Коджоян принадлежал к числу деятелей искусства, создававших традиции. Творческое воздействие Коджояна, его вклад в изобразительное искусство до сих пор распространяется и применяется в произведениях других мастеров. Его яркое воображение, подпитываемое национальными источниками культуры и истории, стало дополнением в творческой семье художников, вдохновением которых была природа. В новые времена, когда типографные книги заменили рукописные фолианты, труднейшую миссию восстановления книгоиздания и достойного развития взял на себя Акоп Коджоян, и блестяще решил поставленную задачу, став основателем современной армянской книжной графики. Разнообразны средства самовыражения, графические темы и стили художника. В 1934 году на средства болгарских армян в Ереване был построен трёхэтажный особняк, в котором поселились семьи Коджояна и скульптора Ара Саркисяна. В 1973 году здание стало филиалом Национальной картинной галереи, в качестве дома-музея двух крупных мастеров армянского изобразительного искусства, где представлены их лучшие произведения, подаренные потомками.

## Произведения
Станковая и книжная графика (ил. к «Армянским сказкам», 1955), живописные пейзажи и тематические композиции («Улица в Тебризе», 1922; «Горные пейзажи», 1924; «Дворик художника», 1928; «Расстрел коммунистов в Зангезуре», 1930; «Рождение Давида Сасунского», 1947; «В селе Гарни», 1957) и др. работы.

## Награды
- 2 ордена Трудового Красного Знамени (04.11.1939 — «за выдающиеся заслуги в деле развития армянского театрального и музыкального искусства»; 27.06.1956)
- медали
- народный художник Армянской ССР (1935)